# 池田町立会染小学校
池田町立会染小学校（いけだちょうりつ あいそめしょうがっこう）は、長野県北安曇郡池田町会染にある公立小学校。

## 沿革
- 1886年（明治19年） - 小学校令に基づき、池田学校に会染支校と滝沢派出所を置く[1]。
- 1890年（明治23年） - 滝沢派出所は会染尋常小学校に統合[2]。
- 1892年（明治25年） - 池田尋常高等小学校に会染分教場を置く[3]。
- 1898年（明治31年） - 池田会染尋常高等小学校となる[3]。
- 1902年（明治35年） - 会染尋常高等小学校と池田尋常高等小学校に分離する[3]。
- 1941年（昭和16年）4月1日 - 国民学校令に基づき、会染国民学校と改称。
- 1944年（昭和19年） - 登戸研究所が疎開し、校舎の一部を貸与[4]。
- 1947年（昭和22年）4月1日 - 学制改革により、会染村立会染小学校となる。
- 1955年（昭和30年）4月1日 - 池田町立会染小学校となる。

## 校歌
- 勝承夫 作詞
- 平井康三郎 作曲

## 学区
- 池田町大字会染の一部（滝沢、滝の台、林中、渋坂、坂下、中木戸、新屋敷、渋南、内鎌、和合、十日市場、高瀬橋南）、大字中鵜、大字陸郷の一部（田の入）[5]